# Маркування військової техніки США часів Другої світової війни

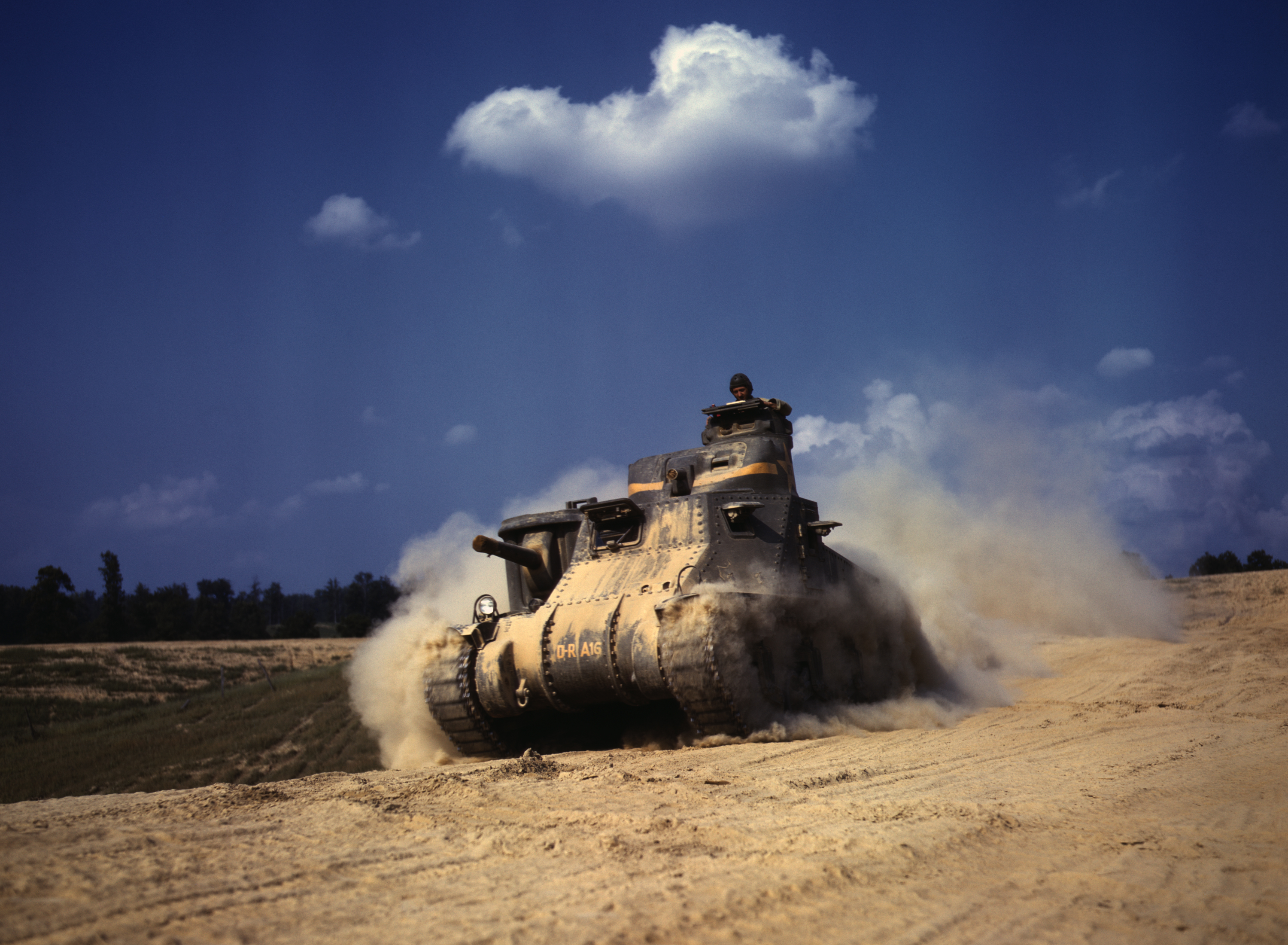
Середній танк M3 (Лі), пофарбований жовтою смугою навколо башти із зіркою з боків.

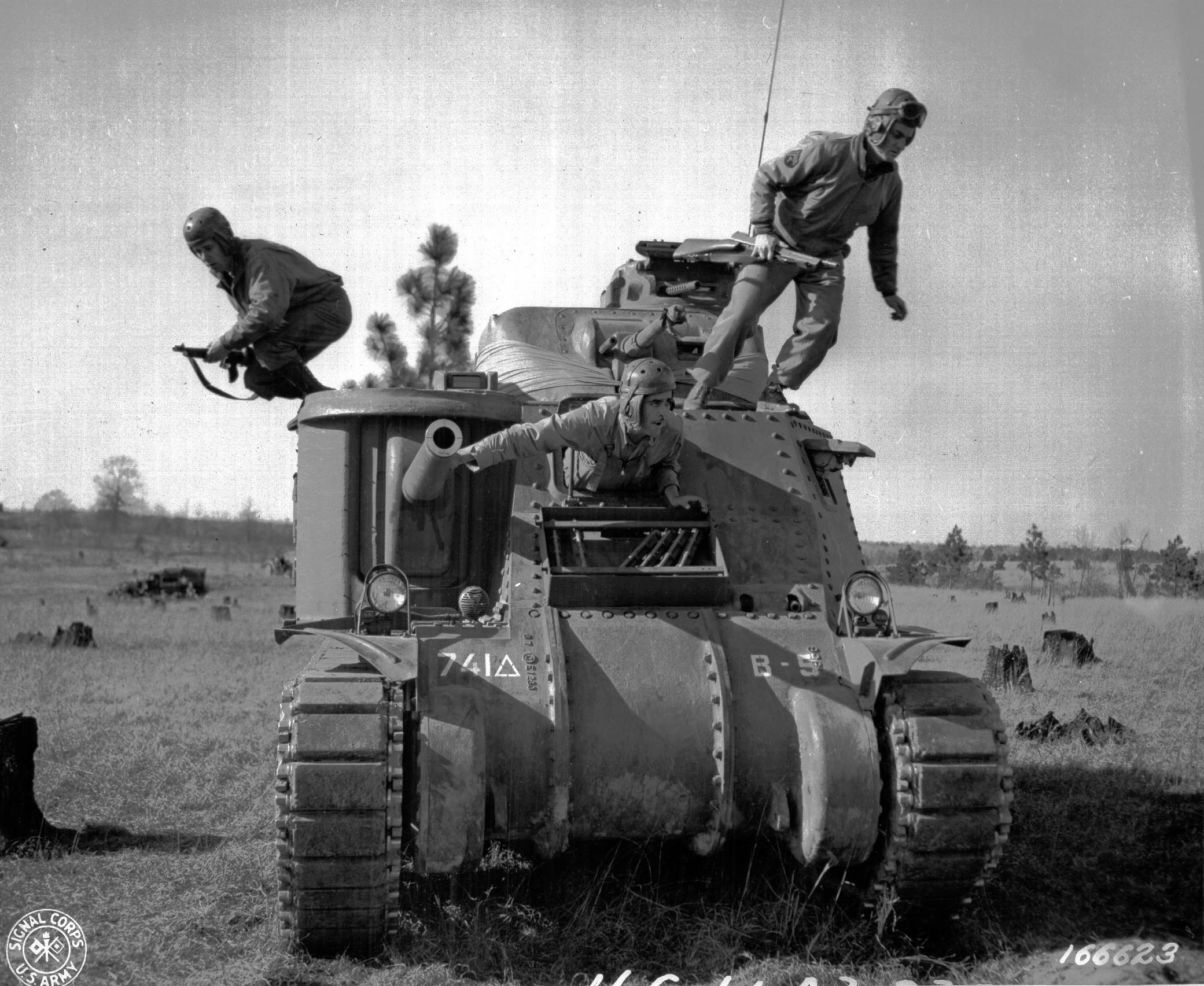
Середній танк М3 (Лі)

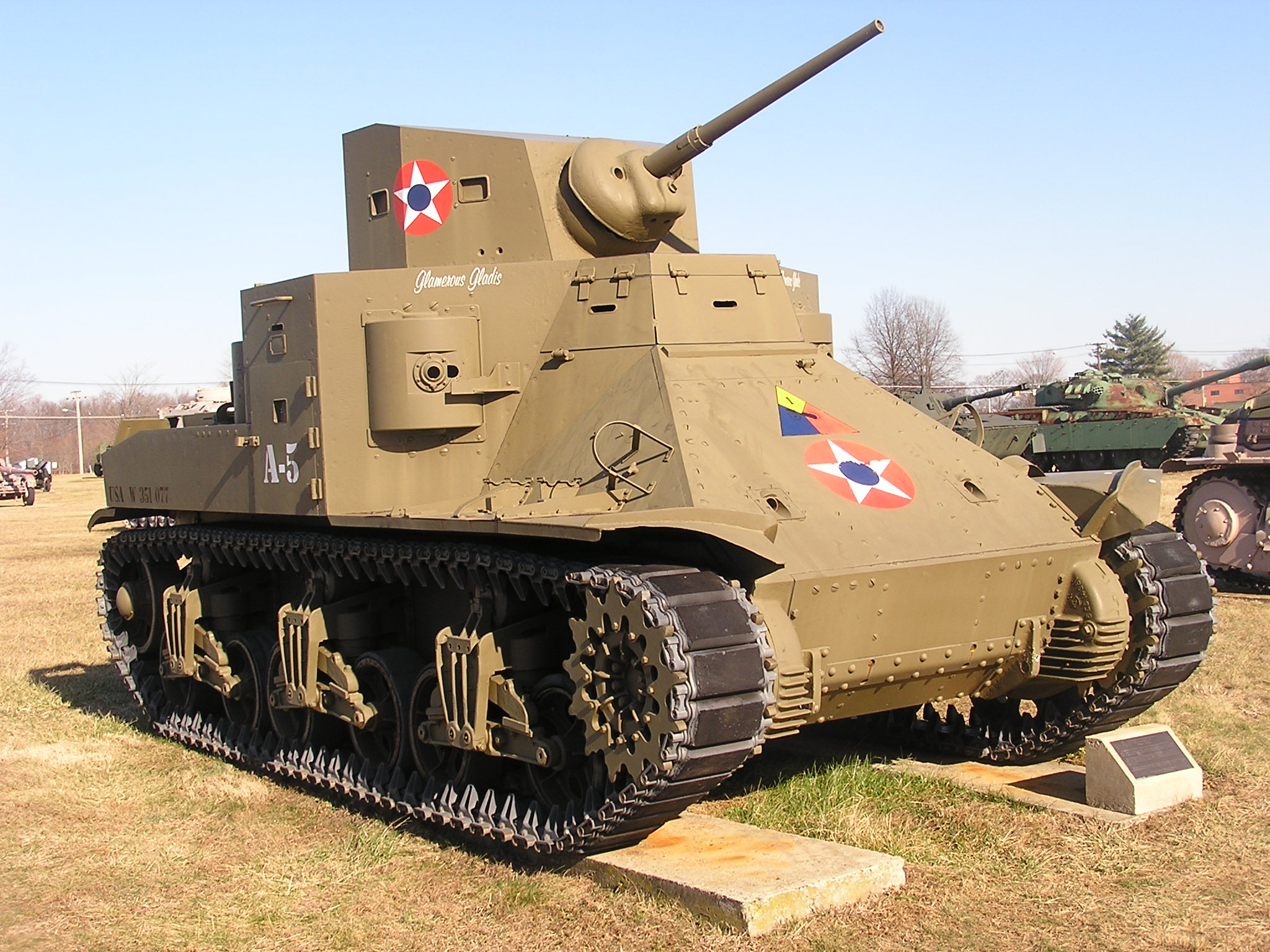
Середній танк M2 із ранніми маркуваннями

Військові позначення на транспортних засобах армії США під час Другої світової війни були оновлені в серпні 1942 року, коли були прийняті нові конкретні правила. Нові позначки, від національного ідентифікаційного символу до нижчих рангів, наказували наносити на всі транспортні засоби тактичних підрозділів. 

## Історія
Під час Першої світової війни для позначення транспортних засобів Американських експедиційних сил використовувалися літери US або U.S.. Ідентифікаційні знаки формувань та номери транспортних засобів Військового департаменту були нанесені на боки техніки. Транспортні засоби медичної служби США мали червоний хрест і символ Кадуцея, який був прийнятий Медичним департаментом США у 1902 році. Також на техніці зазначалися номери підрозділів, наприклад, SSU (підрозділ підтримки), за яким йшли дво- або тризначні номери.

### Національна ідентифікація
На танках M3 Lee були нанесені жовті смуги, що охоплювали башту з зіркою з кожного боку. Використовувалася триколірна зірка в колі із синім фоном та білою п’ятикутною зіркою з червоним колом. Цей символ використовувався до війни, ідентичний маркуванню на авіації. Починаючи з листопада 1942 року, на техніці в Північній Африці почали використовувати національний прапор, який наносили на капоти і на передню та бокові частини бронетехніки.

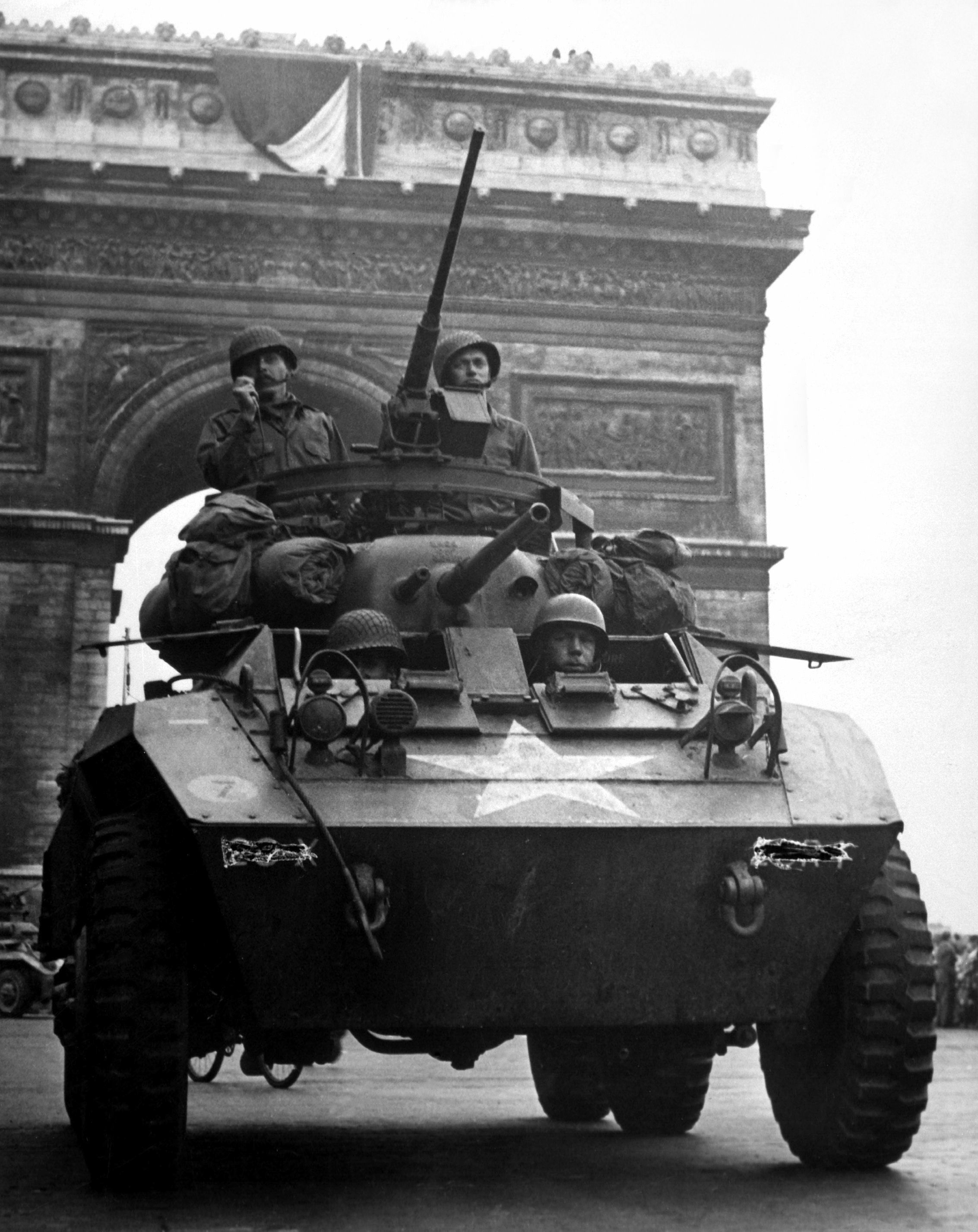
M8 Greyhound з мостом і білою зіркою. Знаки формування біля буксирувальних гаків були цензуровані. (Париж 1944)

У серпні 1942 року армійські правила AR-850-5 наказали використовувати просту білу п’ятикутну зірку як національний символ. Вона була присутня на всіх театрах бойових дій з 1943 року і до 1944 року стала найпоширенішим національним ідентифікаційним знаком.

### Додаткові регулювання з 1945 року
У березні 1944 року армійські правила дозволили національний знак, вибраний відповідним командуванням, дозволяючи морській піхоті США та армійським повітряним силам створювати власні символи.

### Формувальні знаки
Знаки формувань наносилися на транспортні засоби до кінця 1941 року, але згодом їх обмежили штабними машинами та джипами.

### Тактичні знаки
Правила серпня 1942 року визначали використання тактичних позначок для дивізій, незалежних бригад, бойових команд. Вони могли бути пофарбовані в колір, з нанесенням геометричних фігур.
Ці правила та система позначень забезпечували ідентифікацію та координацію американських військових транспортних засобів під час Другої світової війни.